# Ammodytoides vagus
Ammodytoides vagus is een  straalvinnige vissensoort uit de familie van zandspieringen (Ammodytidae). De wetenschappelijke naam van de soort is voor het eerst geldig gepubliceerd in 1916 door McCulloch & Waite.